# ラーム・シング2世
ラーム・シング2世（Ram Singh II, 1835年9月27日 - 1880年9月17日）は、北インドのラージャスターン地方、ジャイプル藩王国の君主（在位：1835年 - 1880年）。

## 生涯
1835年2月6日、父ジャイ・シング3世が死亡したことにより、ラーム・シング2世が王位を継承した。ただし、このとき彼はまだ生まれておらず、実際に継承したのは誕生後の1835年9月27日である。
1880年9月17日、ラーム・シング2世はジャイプルで死亡し、養子のマードー・シング2世が藩王位を継承した。